# Chorebus alaskensis
Chorebus alaskensis är en stekelart som först beskrevs av William Harris Ashmead 1902.  Chorebus alaskensis ingår i släktet Chorebus och familjen bracksteklar. Inga underarter finns listade i Catalogue of Life.